# 蕨藻科
蕨藻科（Caulerpaceae）是羽藻綱下的一個科。